# Krastal

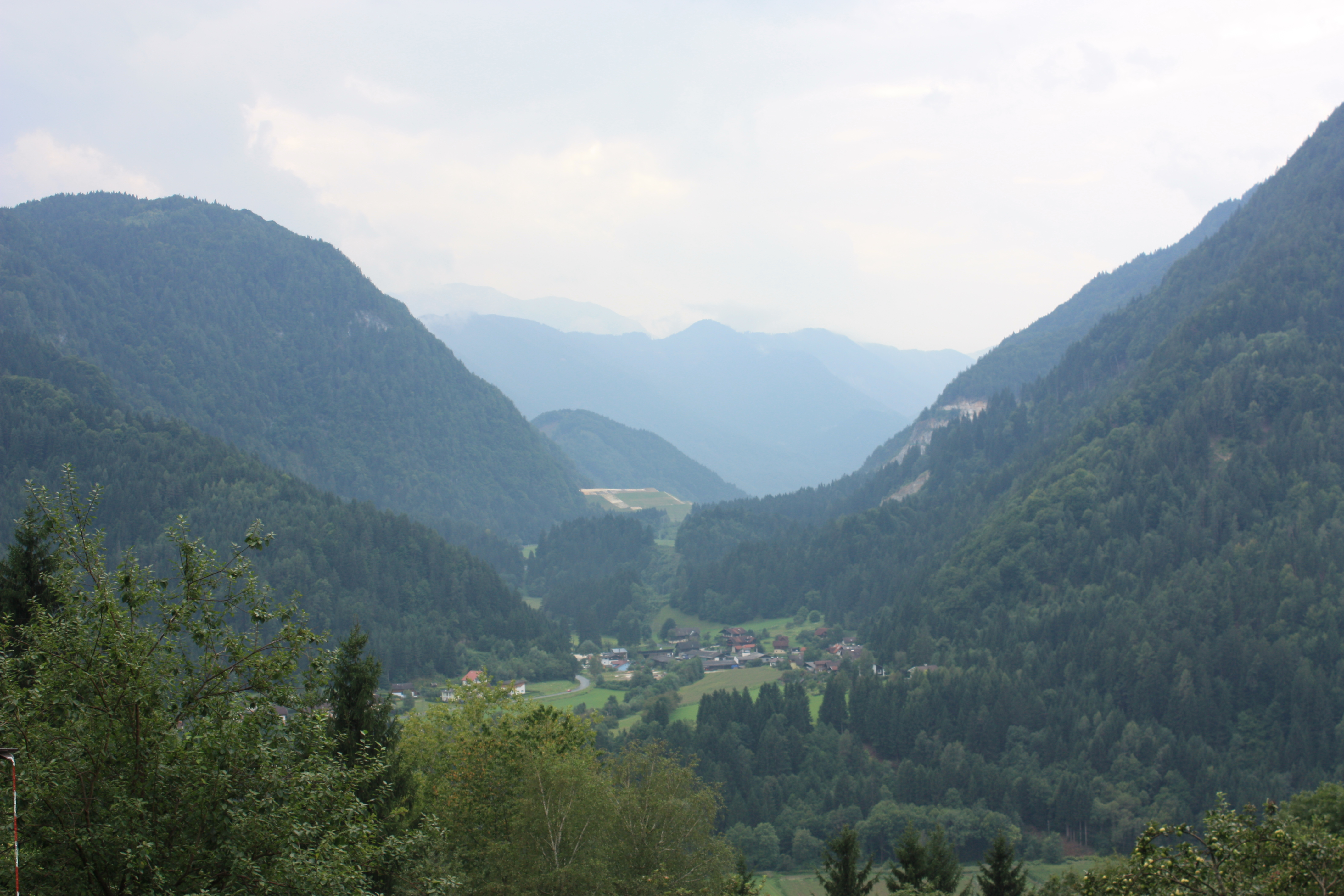
Blick von Winklern in das Krastal

Das Krastal im österreichischen Bundesland Kärnten ist ein linkes Seitental des Drautals nordwestlich der Stadt Villach und verbindet das Drautal mit dem Gegendtal. Bekannt ist es in der Region vor allem durch den Abbau von weißem Krastaler Marmor.
Archäologische Ausgrabungen weisen darauf hin, dass die Umgebung des Tals um 500 v. Chr. besiedelt war. Belegt ist, dass die Römer im Krastal bereits 45 n. Chr. Marmor abbauten.
Seit 1967 findet hier alljährlich das Bildhauersymposion Krastal statt; 2009 auch das Bildhauerinnensymposion Krastal.
Koordinaten: 46° 40′ 29″ N, 13° 48′ 47″ O